# Электромагнитный насос

Схема работы электромагнитного насоса

Электромагнитный насос, также известный как магнитогидродинамический насос — насос, предназначенный для перекачки расплавленных металлов, растворов солей и других электропроводящих жидкостей. Принцип действия электромагнитного насоса постоянного тока следующий. Внешнее магнитное поле устанавливается под прямым углом к нужному направлению движения жидкого вещества, через вещество пропускается ток. Вызванная таким образом сила Ампера перемещает жидкость.
Разновидностью электромагнитного насоса является также индукционный насос, принцип которого аналогичен линейному асинхронному двигателю, с той лишь разницей, что "ротор" - жидкий. Насос имеет в своём составе индукторы, содержащие в себе трёхфазные обмотки, и расположенные таким образом, чтобы магнитное поле, вызываемое переменным током поочерёдно в обмотках каждой фазы, перемещалось прямолинейно. В жидкости наводятся токи, создающие магнитное поле, за счёт чего жидкость начинает двигаться вслед за движущимся магнитным полем, аналогично тому, как ротор асинхронного двигателя движется вслед за вращающимся магнитным полем. Для работы такого насоса необходим частотный преобразователь.
Электромагнитные насосы используются для перемещения расплавленного припоя во многих машинах для пайки волной, для перекачки жидкометаллического теплоносителя в ядерных реакторах (например в реакторе БН-800, а также на ЯЭУ "Бук" и "Топаз") и в магнитогидродинамическом приводе.

## Холодильник Эйнштейна-Силарда
Эйнштейном и Силардом была разработана модель холодильника, в котором электромагнитный насос приводил в движение расплавленный металл, который сжимал рабочий газ, пентан. Не следует путать этот холодильник с другим холодильником Эйнштейна.